# タンザニアラグビー協会
タンザニアラグビー協会（英語: Tanzania Rugby Union）はタンザニアのラグビーユニオンの統括団体。1970年に設立され、1986年にラグビーアフリカ連合（現：ラグビーアフリカ）に創設団体として加盟、2004年に国際ラグビー評議会（現：ワールドラグビー）にアソシエイトメンバーとして加盟した。

## チーム
- ラグビータンザニア代表